# Булискерия, Жити Несторовна
Жити Несторовна Булискерия (род. 1928 год, ССР Абхазия) — колхозница колхоза имени Ленина Окумского сельсовета Гальского района Абхазской АССР, Грузинская ССР. Герой Социалистического Труда (1949).

## Биография
Родилась в 1928 году в крестьянской семье в одном из сельских населённых пунктов на территории современной Абхазии. В послевоенные годы трудилась рядовой колхозницей в колхозе имени Ленина Окумского сельсовета Гальского района.
В 1948 году собрала 8300 килограммов сортового зелёного чайного листа на участке площадью 0,5 гектаров. Указом Президиума Верховного Совета СССР от 29 августа 1949 года удостоена звания Героя Социалистического Труда за «получение высоких урожаев сортового зелёного чайного листа и цитрусовых плодов в 1948 году» с вручением ордена Ленина и золотой медали «Серп и Молот» (№ 4484).
Этим же Указом званием Героя Социалистического Труда были награждены председатель колхоза имени Ленина Окумского сельсовета Георгий Гуджаевич Джгубурия, агроном Кирилл Твириевич Самушия, бригадир Калистрат Бадраевич Булискерия, звеньевые Лаисо Герасимовна Булискерия, Сарамида Розановна Джумутия, колхозницы Дзика Дзикуевна Ахвледиани, Имена Бадраевна Булискерия, Люба Сикоевна Булискерия и Ала Датуевна Шаматава.
За выдающиеся трудовые достижения по итогам работы в 1949 году была награждена вторым Орденом Ленина.
Дальнейшая судьба не известна.
Награды
- Герой Социалистического Труда
- Орден Ленина — дважды (1949; 19.07.1950)